# نویل ساوتال
نویل ساوتال (انگلیسی: Neville Southall؛ زادهٔ ۱۶ سپتامبر ۱۹۵۸) بازیکن سابق و مربی فوتبال اهل ولز است.
از باشگاه‌هایی که در آن بازی کرده‌است می‌توان به باشگاه فوتبال برادفورد سیتی، باشگاه فوتبال شروزبری تاون، و باشگاه فوتبال پورت ویل، باشگاه فوتبال تورکی یونایتد، باشگاه فوتبال داگنم و ردبریج، باشگاه فوتبال هادرزفیلد تاون، باشگاه فوتبال ساوتند یونایتد، باشگاه فوتبال یورک سیتی، باشگاه فوتبال بری، باشگاه فوتبال دونکستر راورز، باشگاه فوتبال دوور اتلتیک، باشگاه فوتبال اورتون، باشگاه فوتبال استوک سیتی و باشگاه فوتبال شروزبری تاون اشاره کرد.
وی با ۹۲ بازی رکورددار بازی برای تیم ملی فوتبال ولز است.